# Opel Cascada
Opel Cascada este o decapotabilă cu acoperiș din material textil pentru patru pasageri, produs și comercializat de Opel într-o singură generație, între 2012 și 2019.